# Witkraaggaai
De witkraaggaai (Cyanolyca viridicyanus) is een zangvogel uit de familie Corvidae (kraaien).

## Verspreiding en leefgebied
Deze soort komt voor in Peru en Bolivia en telt drie ondersoorten:
- C. v. jolyaea: noordelijk en centraal Peru.
- C. v. cyanolaema: zuidoostelijk Peru.
- C. v. viridicyanus: noordwestelijk Bolivia.

## Status
De grootte van de populatie is niet gekwantificeerd maar de soort wordt omschreven als schaars tot plaatselijk algemeen. Op de Rode lijst van de IUCN heeft deze soort de status niet bedreigd.